# Horst Temmen
Horst Temmen (* 31. August 1951) ist ein deutscher Verleger.

## Leben
Er studierte von 1972 bis 1977 an der Universität Bremen.  Danach war er u. a. als wissenschaftlicher Mitarbeiter in der 1982 gegründeten Forschungsstelle Osteuropa tätig.
1984 gründete er mit Helmut Donat den Verlag Donat & Temmen, der bis 1987 bestand. Seitdem führt er eigenständig einen Verlag mit dem Namen Edition Temmen. Mit dem Schwerpunkt auf Reiseführer für Städte wie Bremen, regionale Literatur und heimische Autoren entwickelte er ein eigenes Profil als Kleinverlag. Die Manuskripte für Veröffentlichungen liest er meist selbst, um das Programm seines Verlages um interessante Publikationen zu ergänzen.
Horst Temmen war außerdem von Mai 2005 bis April 2006 Vorstand der Janosch Film & medien AG.